# Elezioni presidenziali a Capo Verde del 2011
Le elezioni presidenziali a Capo Verde del 2011 si tennero il 7 agosto (primo turno) e il 21 agosto (secondo turno).

## Risultati
| Candidati              | Partiti                                          | I turno | I turno | II turno | II turno |
| Candidati              | Partiti                                          | Voti    | %       | Voti     | %        |
| ---------------------- | ------------------------------------------------ | ------- | ------- | -------- | -------- |
| Jorge Carlos Fonseca   | Movimento per la Democrazia                      | 60 887  | 37,79   | 97 735   | 54,26    |
| Manuel Inocêncio Sousa | Partito Africano dell'Indipendenza di Capo Verde | 52 612  | 32,66   | 82 379   | 45,74    |
| Aristides Lima         | Indipendente                                     | 44 648  | 27,71   |          |          |
| Joaquim Jaime Monteiro | Indipendente                                     | 2 958   | 1,84    |          |          |
| Totale                 | Totale                                           | 161 105 | 100     | 180 114  | 100      |